# EPrix van Punta del Este 2015
De ePrix van Punta del Este 2015 werd gehouden op 19 december 2015 op het Punta del Este Street Circuit. Het was de derde race van het seizoen.
De race werd gewonnen door Sébastien Buemi voor Renault e.Dams. Lucas di Grassi werd tweede voor ABT Schaeffler Audi Sport en Dragon Racing-coureur Jérôme d'Ambrosio maakte het podium compleet.

## Kwalificatie
| Pos | No | Coureur                | Team                            | Q1       | Q2       | Grid |
| --- | -- | ---------------------- | ------------------------------- | -------- | -------- | ---- |
| 1   | 7  | Jérôme d'Ambrosio      | Dragon Racing                   | 1:15.481 | 1:15.498 | 1    |
| 2   | 6  | Loïc Duval             | Dragon Racing                   | 1:15.748 | 1:15.875 | 2    |
| 3   | 2  | Sam Bird               | DS Virgin Racing Formula E Team | 1:15.790 | 1:16.109 | 3    |
| 4   | 11 | Lucas di Grassi        | ABT Schaeffler Audi Sport       | 1:15.115 | 1:16.635 | 4    |
| 5   | 9  | Sébastien Buemi        | Renault e.Dams                  | 1:15.011 | 1:19.811 | 5    |
| 6   | 8  | Nicolas Prost          | Renault e.Dams                  | 1:15.913 |          | 6    |
| 7   | 66 | Daniel Abt             | ABT Schaeffler Audi Sport       | 1:15.993 |          | 7    |
| 8   | 55 | António Félix da Costa | Team Aguri                      | 1:16.014 |          | 8    |
| 9   | 21 | Bruno Senna            | Mahindra Racing Formula E Team  | 1:16.048 |          | 9    |
| 10  | 88 | Oliver Turvey          | NEXTEV TCR Formula E Team       | 1:16.154 |          | 10   |
| 11  | 27 | Robin Frijns           | Andretti Formula E Race Team    | 1:16.255 |          | 11   |
| 12  | 1  | Nelson Piquet jr.      | NEXTEV TCR Formula E Team       | 1:16.300 |          | 12   |
| 13  | 4  | Stéphane Sarrazin      | Venturi Formula E Team          | 1:16.353 |          | 13   |
| 14  | 77 | Nathanaël Berthon      | Team Aguri                      | 1:17.573 |          | 14   |
| 15  | 28 | Simona De Silvestro    | Andretti Formula E Race Team    | 1:18.281 |          | 15   |
| 16  | 23 | Oliver Rowland         | Mahindra Racing Formula E Team  | 1:19.414 |          | 16   |
| 17  | 25 | Jean-Éric Vergne       | DS Virgin Racing Formula E Team | 1:19.946 |          | 17   |
| 18  | 12 | Jacques Villeneuve     | Venturi Formula E Team          | 1:28.451 |          | 18   |

## Race
| Pos | No | Coureur                | Team                            | Rondes | Tijd/Oorzaak uitval     | Grid | Punten |
| --- | -- | ---------------------- | ------------------------------- | ------ | ----------------------- | ---- | ------ |
| 1   | 9  | Sébastien Buemi        | Renault e.Dams                  | 33     | 45:59.697               | 5    | 27     |
| 2   | 11 | Lucas di Grassi        | ABT Schaeffler Audi Sport       | 33     | +3.534                  | 4    | 18     |
| 3   | 7  | Jérôme d'Ambrosio      | Dragon Racing                   | 33     | +6.725                  | 1    | 18     |
| 4   | 6  | Loïc Duval             | Dragon Racing                   | 33     | +6.807                  | 2    | 12     |
| 5   | 8  | Nicolas Prost          | Renault e.Dams                  | 33     | +21.057                 | 6    | 10     |
| 6   | 55 | António Félix da Costa | Team Aguri                      | 33     | +22.410                 | 8    | 8      |
| 7   | 25 | Jean-Éric Vergne       | DS Virgin Racing Formula E Team | 33     | +57.726                 | 17   | 6      |
| 8   | 66 | Daniel Abt             | ABT Schaeffler Audi Sport       | 33     | +1:00.744               | 7    | 4      |
| 9   | 4  | Stéphane Sarrazin      | Venturi Formula E Team          | 33     | +1:03.559               | 13   | 2      |
| 10  | 27 | Robin Frijns           | Andretti Formula E Race Team    | 33     | +1:03.840               | 11   | 1      |
| 11  | 28 | Simona De Silvestro    | Andretti Formula E Race Team    | 32     | +1 ronde                | 15   |        |
| 12  | 88 | Oliver Turvey          | NEXTEV TCR Formula E Team       | 32     | +1 ronde                | 10   |        |
| 13  | 23 | Oliver Rowland         | Mahindra Racing Formula E Team  | 32     | +1 ronde                | 16   |        |
| 14  | 77 | Nathanaël Berthon      | Team Aguri                      | 32     | +1 ronde                | 14   |        |
| 15  | 1  | Nelson Piquet jr.      | NEXTEV TCR Formula E Team       | 31     | Ongeluk                 | 12   |        |
| DNF | 21 | Bruno Senna            | Mahindra Racing Formula E Team  | 26     | Uitgevallen             | 9    |        |
| DNF | 2  | Sam Bird               | DS Virgin Racing Formula E Team | 17     | Uitgevallen             | 3    |        |
| DNS | 12 | Jacques Villeneuve     | Venturi Formula E Team          | 0      | Ongeluk in kwalificatie | 18   |        |

## Standen na de race

### Coureurs
| Positie | Rijder            | Team                            | Punten |
| ------- | ----------------- | ------------------------------- | ------ |
| 1       | Sébastien Buemi   | Renault e.Dams                  | 62     |
| 2       | Lucas di Grassi   | ABT Schaeffler Audi Sport       | 61     |
| 3       | Jérôme d'Ambrosio | Dragon Racing                   | 28     |
| 4       | Sam Bird          | DS Virgin Racing Formula E Team | 24     |
| 5       | Loïc Duval        | Dragon Racing                   | 24     |

### Constructeurs
| Positie | Team                            | Punten |
| ------- | ------------------------------- | ------ |
| 1       | Renault e.Dams                  | 73     |
| 2       | ABT Schaeffler Audi Sport       | 71     |
| 3       | Dragon Racing                   | 52     |
| 4       | DS Virgin Racing Formula E Team | 31     |
| 5       | Mahindra Racing Formula E Team  | 27     |